# Benedetto Sborgi
Benedetto Sborgi (Firenze, 21 marzo 1821 – Firenze, 25 febbraio 1904) è stato un tipografo italiano.
Benedetto Sborgi dopo aver imparato l'arte nella celebre Poligrafia fiesolana di Francesco Inghirami, si stabilì nel 1846 a Volterra dove aprì una piccola tipografia in cui stampò, dal 1866 al 1896, molti testi, tra i quali oltre quaranta Maggi.